# Madrigal
Pour les articles homonymes, voir Madrigal (homonymie).
Cet article concerne la forme de musique vocale de la Renaissance. Pour la forme musicale essentiellement italienne du XIVe siècle, qui n'a pas de rapport, voir madrigal du Trecento.

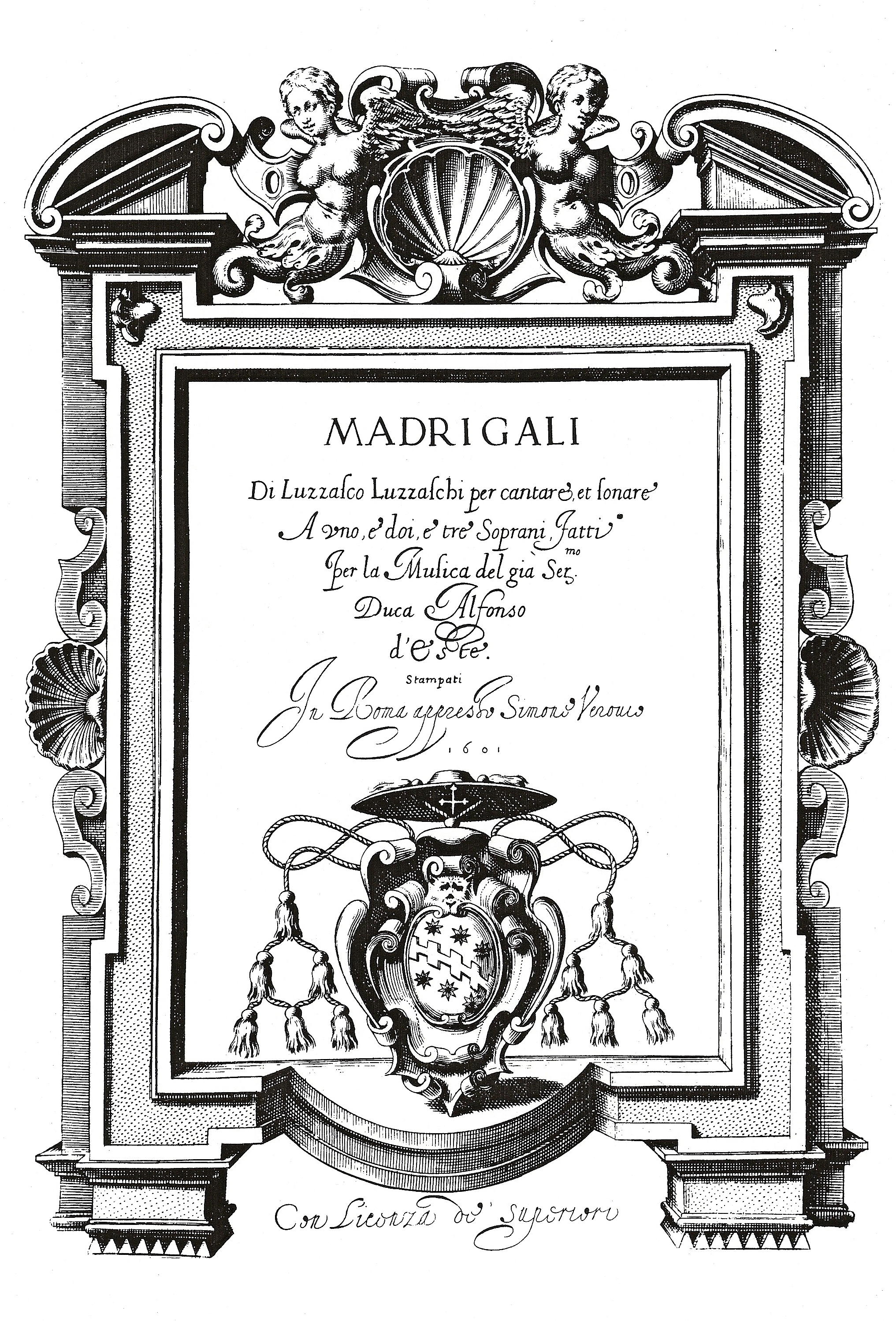
Page de titre d'un recueil de madrigaux du compositeur de la Renaissance Luzzasco Luzzaschi (Rome, Simone Verovio 1601).

Le madrigal est une forme ancienne de musique vocale qui s'est développée au cours de la Renaissance et au début de la période baroque (XVIe siècle - début XVIIe siècle).

## Caractéristiques
C'est essentiellement une forme polyphonique vocale a cappella, non accompagnée par des instruments, toutefois l'usage tolère le remplacement des voix par des instruments. Le nombre de voix peut varier de 2 à 8 (plus fréquemment entre 3 et 5). Contrairement aux musiques strophiques de ce temps, la plupart des madrigaux sont composés sur des poèmes de qualité, sans répétition, ni refrain. Ils s'adaptent au sens du texte et expriment au mieux les sentiments de chaque vers par des procédés de musique descriptive.
Les premiers exemples du genre datent des années 1520. Bien que le centre principal de la production reste l'Italie, des madrigaux sont également composés en Angleterre et en Allemagne vers la fin du XVIe siècle et au début du XVIIe.
Le madrigal est une lente évolution des formes populaires, notamment de la frottole et de ses formes dérivées le strambotto et la barzellette, enrichies par le style du motet où toutes les voix prennent une importance égale. Elle est favorisée par l'émergence d'une poésie en langue italienne de qualité. Mais le madrigal subit aussi l'influence des chansons françaises et du style polyphonique du motet importé en Italie par les compositeurs franco-flamands installés dans la péninsule.
Le madrigal est, avec le lied allemand et la chanson française, la plus importante forme de musique profane de la Renaissance. Il atteint son apogée dans la seconde moitié du XVIe siècle, puis décline au début du XVIIe quand d'autres formes, tel le solo vocal, deviennent populaires. Après 1630, il se fond dans la cantate, le duo, et le madrigal solo est remplacé par l'aria sous l'influence de l'opéra naissant.
Enfin le madrigal achève d'établir le système tonal et le théoricien Zarlino fixe en 1558 les règles de l'accord parfait majeur et mineur.

## Le contexte
Au début du XVIe siècle, l'humanisme concourt à l'émergence d'une nouvelle forme de musique. Les hommes de la Renaissance s'émancipent de l'Église et les musiciens apportent à l'expression des sentiments profanes la même attention qu'ils réservaient aux sentiments religieux.

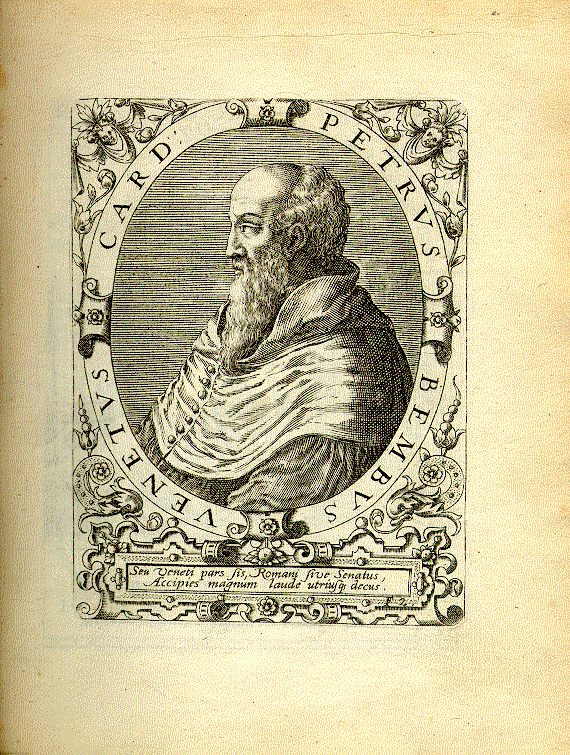
Pietro Bembo (1470-1547).

Plusieurs facteurs expliquent cette évolution :
En premier lieu, l'intérêt renouvelé des poésies en langue italienne sous l'influence des théories (vers 1505) de Pietro Bembo, cardinal humaniste, et grâce au mécénat de la marquise de Mantoue, Isabelle d'Este met au goût du jour les poèmes de Pétrarque et de ses imitateurs. Bembo insiste sur la sonorité et la place des mots dans les vers, sur le raffinement du texte qui doit aborder des sujets plus sérieux et une forme plus libre. 
En second lieu, l'Italie accueille de plus en plus les compositeurs franco-flamands attirés par le développement culturel au sein de l'Église catholique, et par l'opportunité d'obtenir des charges dans les cours aristocratiques ou dans les institutions ecclésiastiques. Ces compositeurs sont des maîtres en matière de style polyphonique approprié à la musique sacrée, mais aussi en matière de chansons profanes, très différents des genres italiens plus simples. Pour certains, le madrigal est alors une réaction du sentiment national face aux spéculations de la musique savante.
Enfin, l'invention de l'imprimerie au siècle précédent et l'édition imprimée des premières partitions de musique participent au changement du goût littéraire et musical, et à sa diffusion dans toute l'Europe et auprès d'autres milieux sociaux.

## Historique

### Débuts
Les premiers madrigaux sont l'œuvre de Florentins ou Franco-Flamands au service des Medicis. Vers 1520 paraît un recueil de Bernardo Pisano Musica di messer Bernardo Pisano sopra le canzone del Petrarcha. C'est le premier recueil imprimé comprenant les seules œuvres d'un même compositeur. Il s'agit de compositions sur des textes de Pétrarque dont certaines conservent quelques caractères de la frottole. Mais l'abandon des schémas strophiques et des répétitions symétriques, l'enchaînement mélodique des phrases, la présence d'un contrepoint souple réduisant la prééminence de la voix supérieure sont autant de traits caractéristiques du futur madrigal. Les deux styles vont cohabiter quelque temps.
Le premier livre de madrigaux se référant explicitement à ce terme est publié en 1530 à Rome sous le titre Madrigali de diversi musici : libro primo de la Serena. Il s'agit de pièces composées à Florence une dizaine d'années auparavant par le compositeur français Philippe Verdelot. Il y inclut également des œuvres de Sebastiano et Costanzo Festa. Il s'agit encore d'œuvres de transition. En 1533 et 1534, Verdelot publie deux livres de madrigaux à quatre voix à Venise. Ils seront largement diffusés pendant tout ce premier demi-siècle. Adrien Willaert en fera des arrangements pour une voix et luth en 1536. Verdelot publiera des madrigaux pour 5 et 6 voix en 1541.
Jacques Arcadelt publie son premier livre de madrigaux à Venise en 1539. Très populaire, il sera constamment réimprimé à travers toute l'Europe. Sa musique, comme celle de Verdelot, est plus proche de la chanson française que de la frottole italienne, ce qui n'est pas étonnant compte tenu de l'origine des deux compositeurs. Cependant ils intègrent les conseils de Bembo sur l'attention portée au sens du texte. Leur musique est descriptive.

### Période classique
Le madrigal est né à Florence et Rome. Les événements politiques vont réduire l'influence de ces deux villes. Rome est pillée par les mercenaires de Charles Quint. Florence subit des troubles et un siège en 1529-1530 au cours duquel Verdelot aurait pu être tué. Le centre des activités musicales se déplace vers d'autres cités, notamment à Venise qui devient le centre européen d'édition musicale. Les fastes de la Basilique Saint-Marc de Venise attirent des musiciens de toute l'Europe.

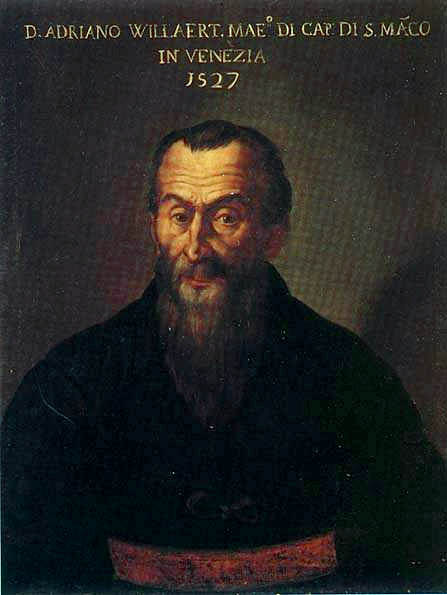
Adrien Willaert.

Adrien Willaert est l'auteur d'un recueil de 4 à 7 voix Musica nova (1559) qui peut être considéré comme une sorte de manifeste du madrigal. Willaert et ses assesseurs de Saint-Marc sont les compositeurs de madrigaux les plus marquants au milieu du siècle. Willaert utilise une texture plus complexe que ses prédécesseurs. Ses madrigaux sont souvent proches du langage polyphonique du motet, mais Willaert intercale des passages homophoniques, variant ainsi ses effets pour souligner les traits marquants du texte. Nombre de ses madrigaux sont composés sur des sonnets de Pétrarque qu'il préfère à ses imitateurs.
Après Willaert, son disciple, Cyprien de Rore, est le madrigaliste le plus influent de la période. Mais tandis que Willaert réprime les émotions en restreignant les contrastes aigus au profit de la régularité et de la finesse de la partition, Rore est un expérimentateur. Il utilise des procédés rhétoriques insolites et intègre dans la musique descriptive des rapports chromatiques inhabituels, courant encouragé par le théoricien et compositeur Nicola Vicentino,, autre élève de Willaert. C'est à partir du langage musical de Rore que le madrigal devient un genre véritablement distinct, et qu'un standard à cinq voix s'impose dans de nombreuses compositions. Le style de Rore eut une grande influence sur les différentes variétés de madrigaux qui émergèrent vers la fin du siècle. 
Outre Rore, on trouve parmi les madrigalistes les plus célèbres :
- Palestrina qui écrivit de la musique profane au début de sa carrière, mais qui restera réservé dans ses moyens d'expression ;
- Roland de Lassus auteur du très expérimental Prophetiae Sibyllarum, et qui le premier exporta le madrigal hors d’Italie lors de son retour à Munich ;
- Philippe de Monte le plus prolifique des compositeurs de madrigaux dont la première publication date de 1556[3].

En termes de style, les madrigaux de l’époque vont du style élégant et conservateur de Palestrina et de ses émules romains aux œuvres plus chromatiques et expressives de Lassus, Rore et leurs collègues de l’Italie du Nord. L’étude exhaustive du répertoire des milliers de madrigaux italiens produits autour de la décennie 1550 reste à faire. C'est à cette même époque que les italiens surpassent en production les compositeurs franco-flamands.
Le madrigalisme fait également appel à des moyens techniques ou des figures symboliques à caractère visuel : la nuit ou la mort sont représentées par des notes noires, les yeux ou les pleurs par des notes rondes, etc..

### Diversification
Différents styles se développent de manière indépendante. À Venise Andrea Gabrieli, célèbre pour ses motets, continue d'écrire des madrigaux dans un style classique. À la cour de Ferrare, la présence de chanteuses professionnelles, les Concerti delle donne attire des compositeurs qui écrivent pour elles des madrigaux plus ornementés, avec un accompagnement instrumental. C'est le cas de Luzzasco Luzzaschi, de Jacques de Wert ou de Lodovico Agostini. 
À Florence, les Medicis créent leur propre chorale, à l’exemple de Ferrare, et Alessandro Striggio y produit des madrigaux dans le style de Luzzaschi. À Rome où l’église catholique prône un style ostensiblement conservateur, Luca Marenzio, un des plus célèbres madrigalistes, se révèle en unifiant les différents courants existants de la légèreté du madrigal arioso au chromatisme expressif sans se départir d'un souci d'équilibre et de distinction. Il essaye de capter chaque nuance d’émotion du poème en utilisant tous les moyens musicaux de l’époque, mais en évitant toute hardiesse gratuite. Marenzio écrivit 400 madrigaux au cours de sa brève vie.

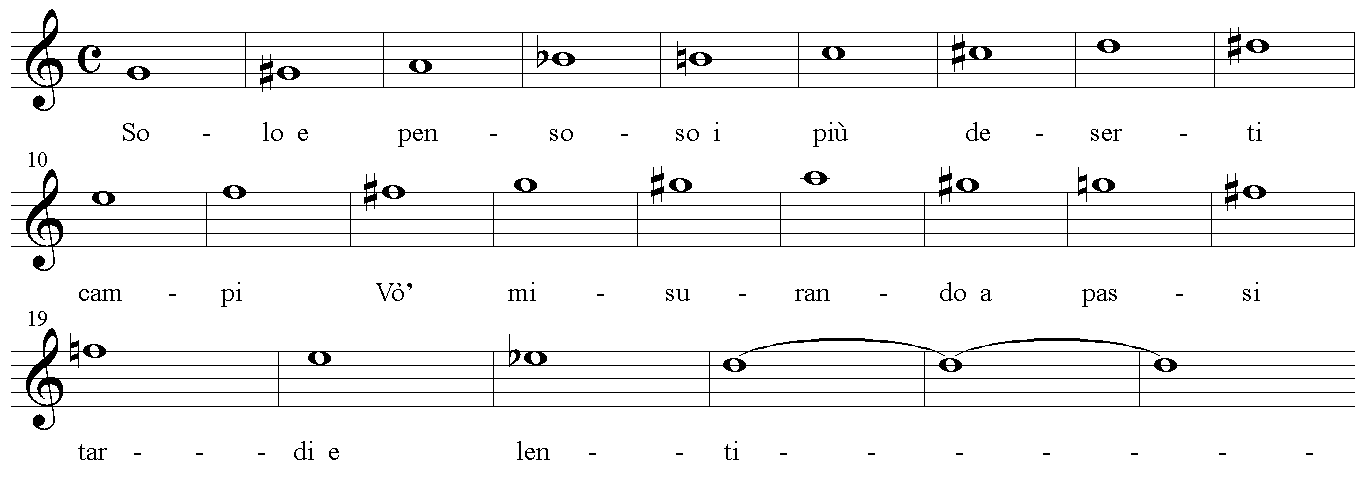
Ligne chromatique au début du madrigal Solo e pensoso de Marenzio.

Une autre tendance est le retour à des éléments plus légers dans une forme où le genre sérieux prédomine depuis le début. Jusqu’alors Pétrarque était le poète le plus prisé et les thèmes portaient préférentiellement sur l’amour, la nostalgie, la mort. Les compositeurs vers 1560 se tournent vers des formes telles que la villanelle avec ses rythmes de danse et ses sujets plus familiers. Marc'Antonio Ingegneri, Andrea Gabrieli et Giovanni Ferretti utilisent cette manière qui donnera plus tard la canzonetta.

### Le madrigal tardif
Associées à celle de Marenzio, les productions de deux compositeurs Gesualdo et Monteverdi sont considérées comme significatives de l'« Âge d'or » du madrigal.
À Naples, un gentilhomme, Carlo Gesualdo atteint la célébrité en organisant le meurtre de sa femme et de son amant surpris en flagrant délit d’adultère. C’est aussi un compositeur influencé par le style de la cour de Ferrare et qui expérimente une musique étonnante sur le plan harmonique et expressif. Il publie six livres de madrigaux, mais aussi de la musique sacrée dans un style madrigalesque (Tenebrae Responsoria, en 1611). Ses choix l’amènent à un chromatisme exacerbé, qui porte les traces des drames de sa vie. Il souligne les tensions et les oppositions de sens par des procédés musicaux que ses contemporains jugent parfois extravagants. Il aura peu de continuateurs, même si Antonio Cifra et Sigismondo d'India utilisent quelques-uns de ses procédés.
Mais de tous les madrigalistes de cette fin de siècle, personne n’occupe une position aussi centrale que Claudio Monteverdi. Il est considéré comme l’acteur principal de la transition entre la musique de la Renaissance et celle du Baroque. En 1605, il intègre la basse continue dans ses madrigaux, puis la participation instrumentale (7e livre). Beaucoup plus tard, en 1638, il publie un livre de Madrigali guerrieri et amorosi, exemple de madrigal baroque de musique concertante. Ayant épuisé toutes les ressources du madrigal polyphonique, Monteverdi l'engage dans la voie de la monodie accompagnée, la déclamation lyrique débouchant sur l'opéra et la cantate.

## Hors d'Italie

### Madrigal anglais

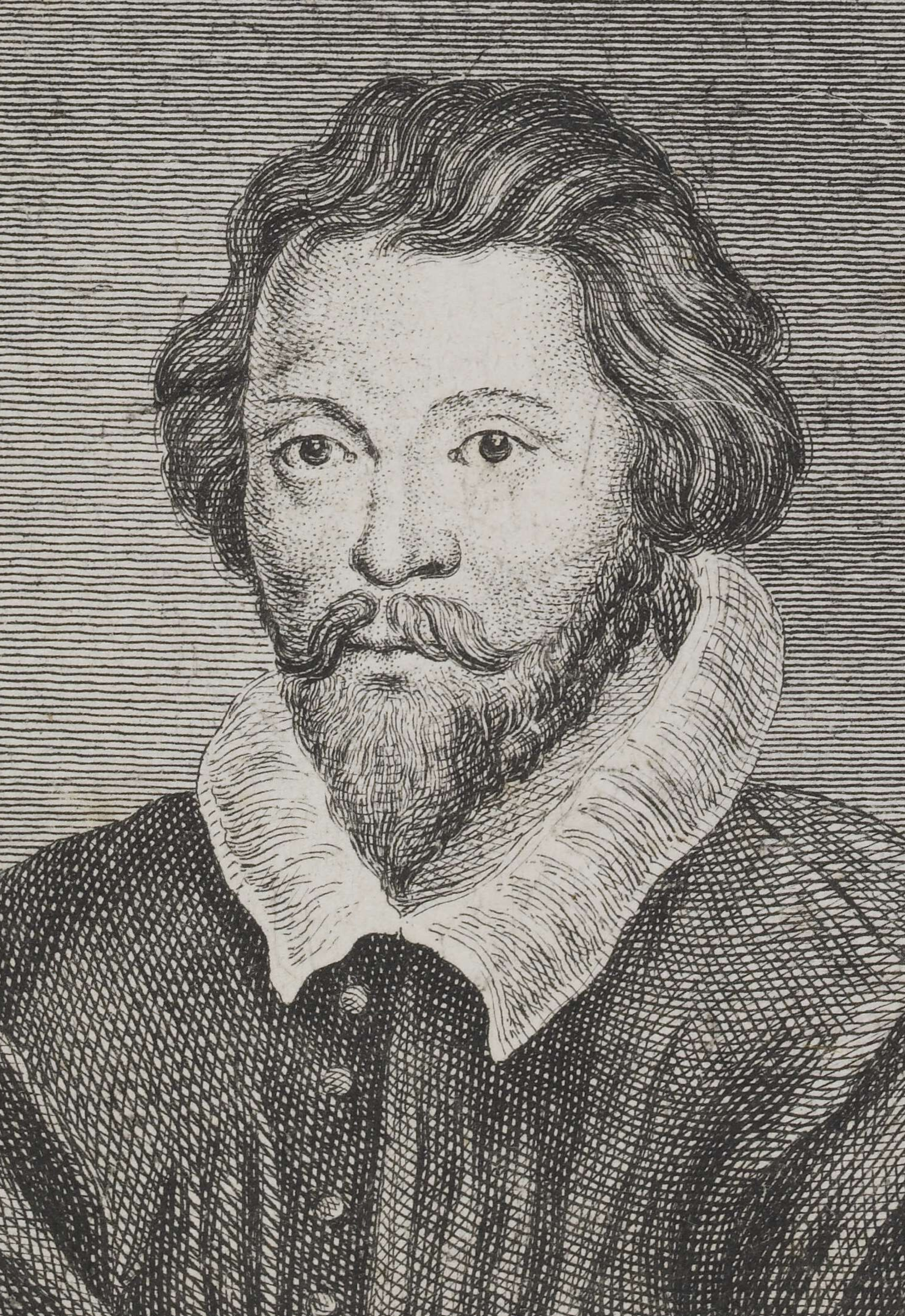
William Byrd.

Alfonso Ferrabosco l'ancien, au service de la reine Élisabeth Ire d'Angleterre dans les années 1560-1570, écrivit de nombreuses pièces dans la forme du madrigal, rendant celle-ci populaire et inspirant l'imitation des compositeurs locaux. Dans le même temps, la poésie en langue anglaise se développait sous la forme de sonnets. En 1588, Nicholas Yonge publiait Musica Transalpina, recueil de madrigaux italiens de Ferrabosco et Marenzio notamment, qui connut une grande popularité et lança la vogue du madrigal anglais. Comptant sur le même succès, Yonge publia un deuxième recueil de Musica transalpina en 1597.
William Byrd, le plus célèbre compositeur anglais de l'époque expérimenta brièvement cette forme sans la nommer en composant quelques chansons profanes de style madrigalesque, puis retourna très vite vers la musique sacrée.
Les madrigalistes les plus influents, ceux dont les œuvres ont survécu de nos jours sont John Bennet, Thomas Morley, Thomas Weelkes et John Wilbye. Morley est le seul qui nous ait transmis des compositions sur des poèmes de Shakespeare. Son style est mélodique, aisé et reste populaire parmi les chorales a cappella. Wilbye a une faible production, mais ses madrigaux se distinguent des prédécesseurs italiens par leur expressivité et leur chromatisme. Weelkes fait aussi une musique expressive et parfois chromatique. Il fait preuve aussi d'habileté dans la musique d'Église. Mais il sombra très tôt dans l'alcoolisme et la dépression. 
Les madrigaux anglais, souvent de 3 à 6 voix, furent composés jusqu'à la fin de la décennie 1620, remplacés tardivement par l'ayre et le récitatif, caractéristique du style baroque. Même si l'école anglaise de madrigaux est considérée comme populaire et de haute qualité, la production est relativement faible. Philippe de Monte, par exemple écrivit plus de madrigaux que tous les compositeurs anglais réunis.

### Autres pays
En Allemagne et aux Pays-Bas, quelques compositeurs utilisent le madrigal italien ou écrivent des œuvres profanes sur des textes allemands, à mi-chemin entre la canzonette et le madrigal, ou en néerlandais. Lassus à Munich et de Monte à Vienne participent de cette diffusion. Encore dans les années 1940 et 1950 du XVIIe siècle, des madrigaux sur des paroles de poètes néerlandais furent composés, entre autres par Schuyt et Padbrué.
En Espagne, certains auteurs pratiquent le madrigal sur des textes italiens ou espagnols. Toutefois en dehors de la Catalogne, le terme de madrigal resta inconnu et remplacé par celui de cancion
En France, le madrigal italien est connu et apprécié, mais très peu de compositeurs l'adoptèrent, même si Lassus fait éditer à Paris quelques madrigaux en langue française.

## Formes dérivées

### Madrigal dramatique
Vers 1590, le madrigal polyphonique est en déclin. Le figuralisme autorise toutes les formes de libertés mélodique, rythmique et harmonique et se traduit par un mouvement général vers la dramatisation. Appelé aussi madrigal dialogué ou Comédie madrigalesque, il se rapproche au niveau de l'intrigue de la Commedia dell'arte, mais reste essentiellement musical sans faire l'objet d'une représentation scénique. Cette forme sera abandonnée après 1630 au profit de l'opéra.
Les compositeurs de ce courant sont Orazio Vecchi, auteur de l'Amfiparnasso, Adriano Banchieri, Giovanni Croce et Alessandro Striggio, le père du librettiste de Monteverdi.

### Madrigal spirituel
À la fin du concile de Trente en 1563 paraît un livre de musique vocale Musica spirituale - Libro primo di canzon emadrigali a cinque voci qui recourt aux procédés du madrigal profane sur des textes bibliques ou moralisateurs.
Il faut citer parmi ces œuvres les Lagrime di San Pietro de Roland de Lassus, cycle de vingt madrigaux spirituels. Cette forme sera plus particulièrement utilisée par les compositeurs allemands.

### Madrigal concertant
Il apparaît au début du XVIIe siècle à une ou deux voix aiguës et basse continue. L'histoire du madrigal croise ainsi l'apparition de l'aria, l'arioso et de l'opéra.

## Principaux compositeurs
Période de transition :
- Philippe Verdelot (v.1470-v.1532)
- Costanzo Festa (v.1480-1545)
- Bernardo Pisano (1490-1548)
- Francesco Corteccia (1502-1571) 3 livres de madrigaux
- Jacques Arcadelt (v.1505-1568)  250 madrigaux
- Sebastiano Festa (v.1490/95-1524)

Période classique :
- Adrien Willaert (v. 1490-1562)
- Andrea Gabrieli (v. 1510-1586)  plus de 250 madrigaux
- Nicola Vicentino (1511-v. 1576) 2 livres de madrigaux
- Cyprien de Rore (v.1516-1565) 5 livres de madrigaux
- Philippe de Monte  (1521-1603) plus de mille madrigaux répartis en 33 livres
- Giovanni Pierluigi da Palestrina (v. 1525-1594) 133 madrigaux
- Roland de Lassus (1532-1594) madrigaux en italien, allemand et français
- Alessandro Striggio (v.1540-1592) 7 livres de madrigaux
- Francisco Leontaritis (1518-1572)

Période tardive :
- Jacques de Wert (1535-1596)  9 livres de madrigaux
- Luzzasco Luzzaschi (v.1545-1607) 7 livres de madrigaux
- Luca Marenzio (v.1553-1599)  400 madrigaux en 12 livres
- Carlo Gesualdo (1566-1613)  6 livres de madrigaux
- Claudio Monteverdi (1567-1643)  9 livres de madrigaux
- Sigismondo d'India (v.1582-v.1629) 8 livres de madrigaux
- Antonio Cifra (1584-1629) un livre de madrigaux

Madrigalistes concertants avec instruments :
- Giulio Caccini (v. 1545-1618)
- Orazio Vecchi (1550-1605)
- Hans Leo Hassler (1564-1612) plusieurs livres
- Adriano Banchieri (1568-1634)
- Heinrich Schütz (1585-1672)
- Johann Hermann Schein (1586-1630)

École anglaise :
- William Byrd (v. 1543-1623)
- Thomas Morley (v. 1557-1602) environ 200 madrigaux
- Thomas Tomkins (1572-1656) un livre de madrigaux
- John Wilbye (1574-v.1638) 2 livres de madrigaux
- Thomas Weelkes (v.1575-1623) 3 livres de madrigaux
- Orlando Gibbons (1583-1625) et son frère Ellis (1573-1603) quelques pièces de madrigaux
- John Farmer actif entre 1591 et 1601